# توموكو مياموتو
توموكو مياموتو (باليابانية: 宮本とも子) هي مصورة يابانية، ولدت في 1960.